# Folkteatern, Lorensberg

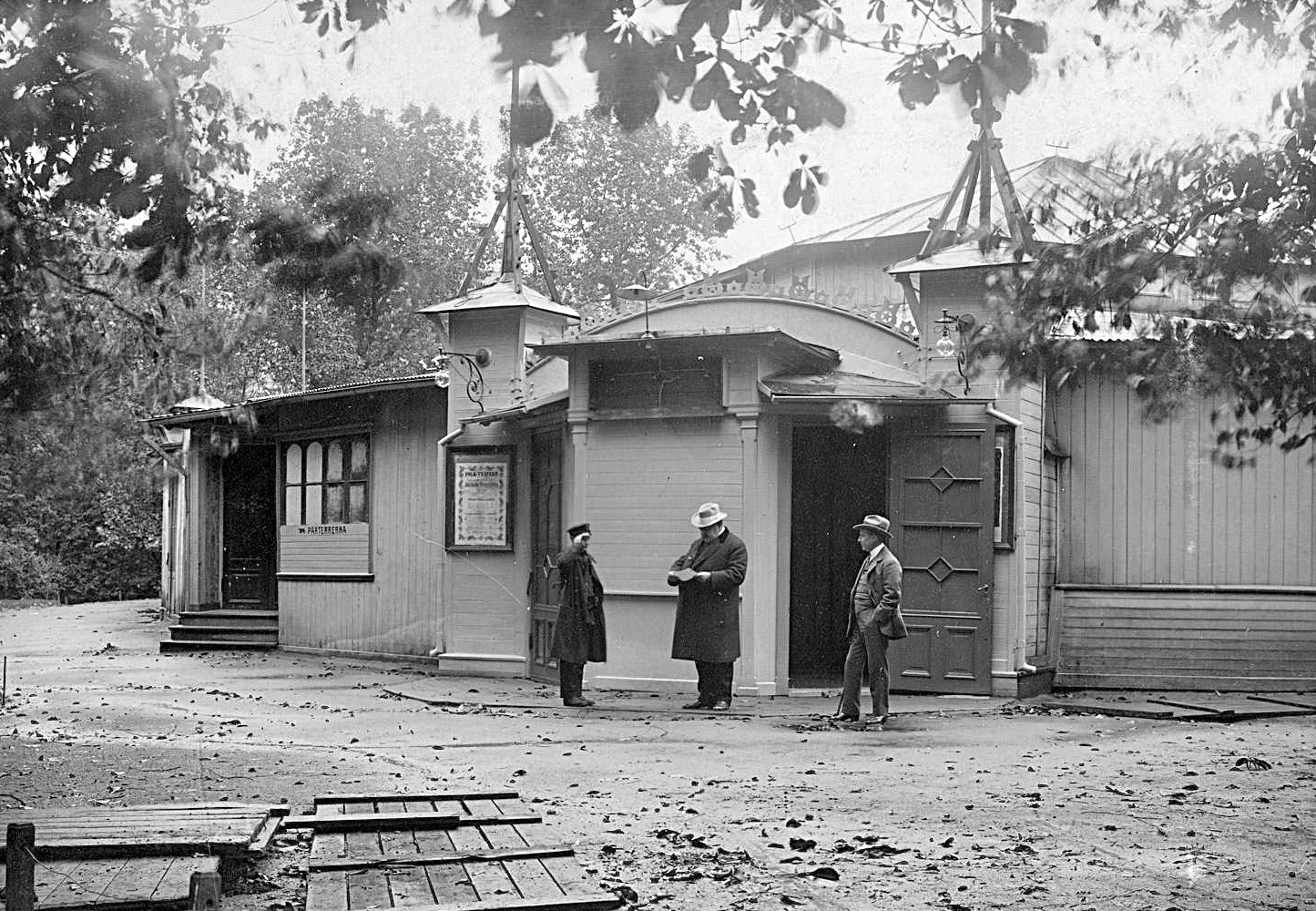
Exteriören av Folkteatern i oktober 1913. I mitten ses Axel Engdahl och till höger Willy Grebst.

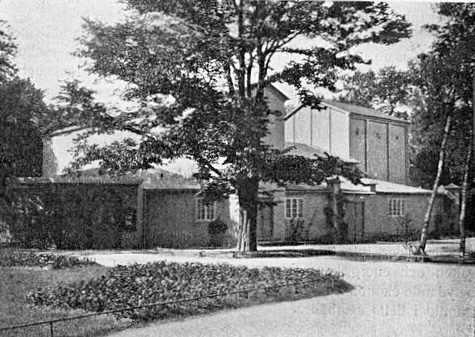
Exteriör av Folkteatern.

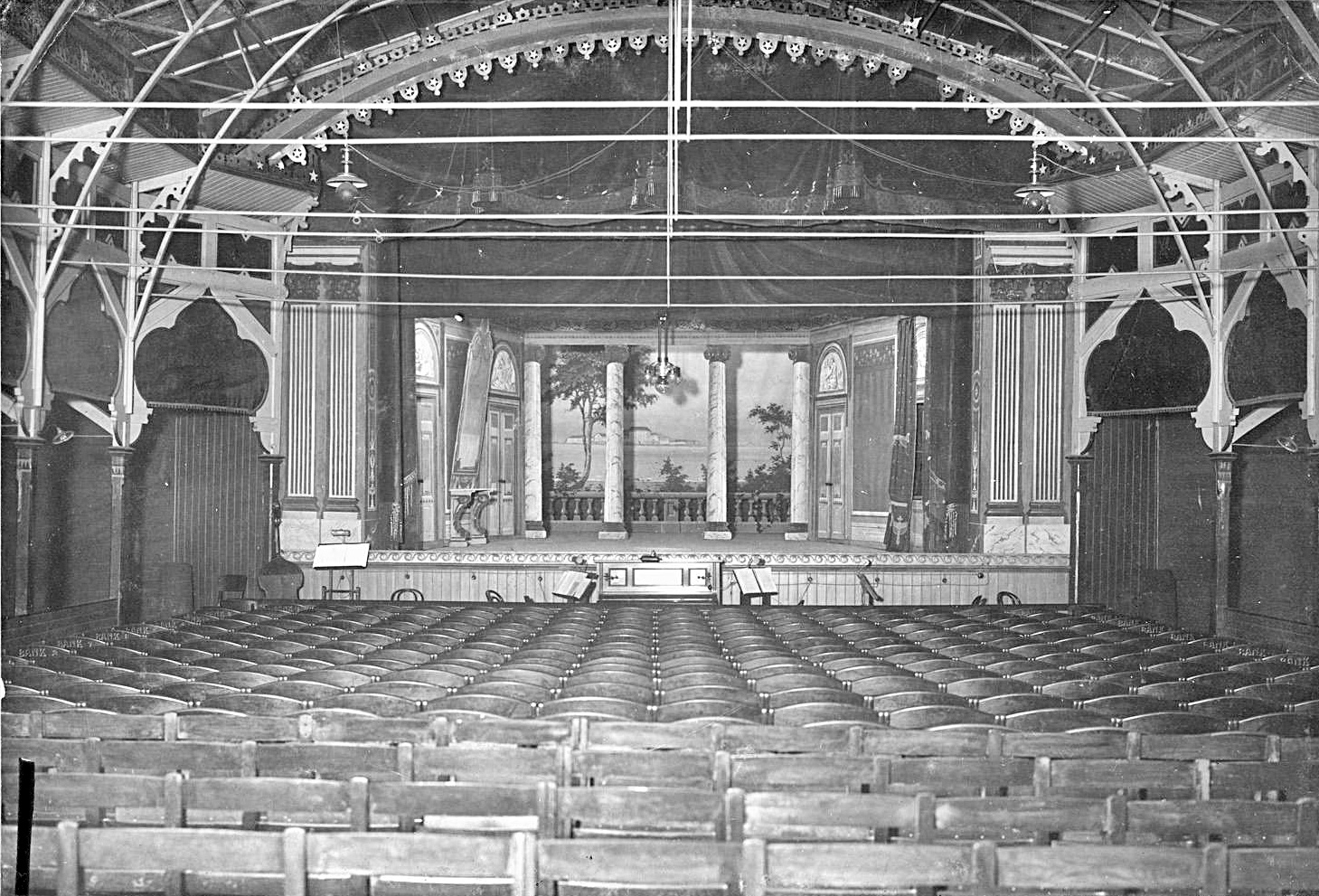
Interiören av Folkteatern.

Folkteatern eller bara Folkan var en teater i Göteborg som låg i anslutning till Restaurang Lorensberg i Lorensbergsparken, under åren 1897–1942, då teatern brann ned. Folkteatern gav främst revyer och folklustspel och var den första teatern i Göteborg som bar namnet Folkteatern.

## Historik
År 1891 uppförde dåvarande källarmästaren på restaurangen Lorensberg, Victor Norman i den nordöstra delen av parken en större byggnad som egentligen var avsedd som extra matsal för 1891 års utställningsbesökare som hölls på den närbelägna Heden. Efter utställningen förvandlades huset till varietén Lorensbergs Alhambra eller bara Alhambra. Slutet för denna verksamhet kom den 30 september 1896, efter att den nya utskänkningsförordningen trätt ikraft. 
Med ny inredning förvandlade landsortsdirektören Emil Ljungqvist och Göran Tegnér varietén till en teater, som döptes till Folkteatern och hade premiär 19 september 1897. Tegnér avled dock redan under första säsongen. I januari 1898 introducerades nyårspjäsen eller revyn, som blev ett av Folkteaterns mest bärande element. Den första skrevs av göteborgsjournalisterna Carl J. Kullenbergh och Gustav Uddgren och bar titeln Villes Nyårsbjörnar eller Här ska fyllas.
År 1903 meddelade Ljungkvist den nya källarmästaren Olle Möller att han ville sluta som direktör. Möller gav då jobbet till Axel Engdahl som i sin tur anställde den populära skådespelaren Albin Lavén. Möller moderniserade lokalerna och den 19 oktober 1903 var det premiärföreställning under den nya direktionen. På scen visades det tyska lustspelet Fripassageren, med Emil Strömberg i titelrollen och föreställningen gjorde stor framgång. Engdahl knöt även kompositören Fridolf Lundberg till teatern som även kom att fungera som Engdahls hjälpreda. För att förstärka ekonomin gav Engdahl även familjematinéer på Exercishuset på Heden.

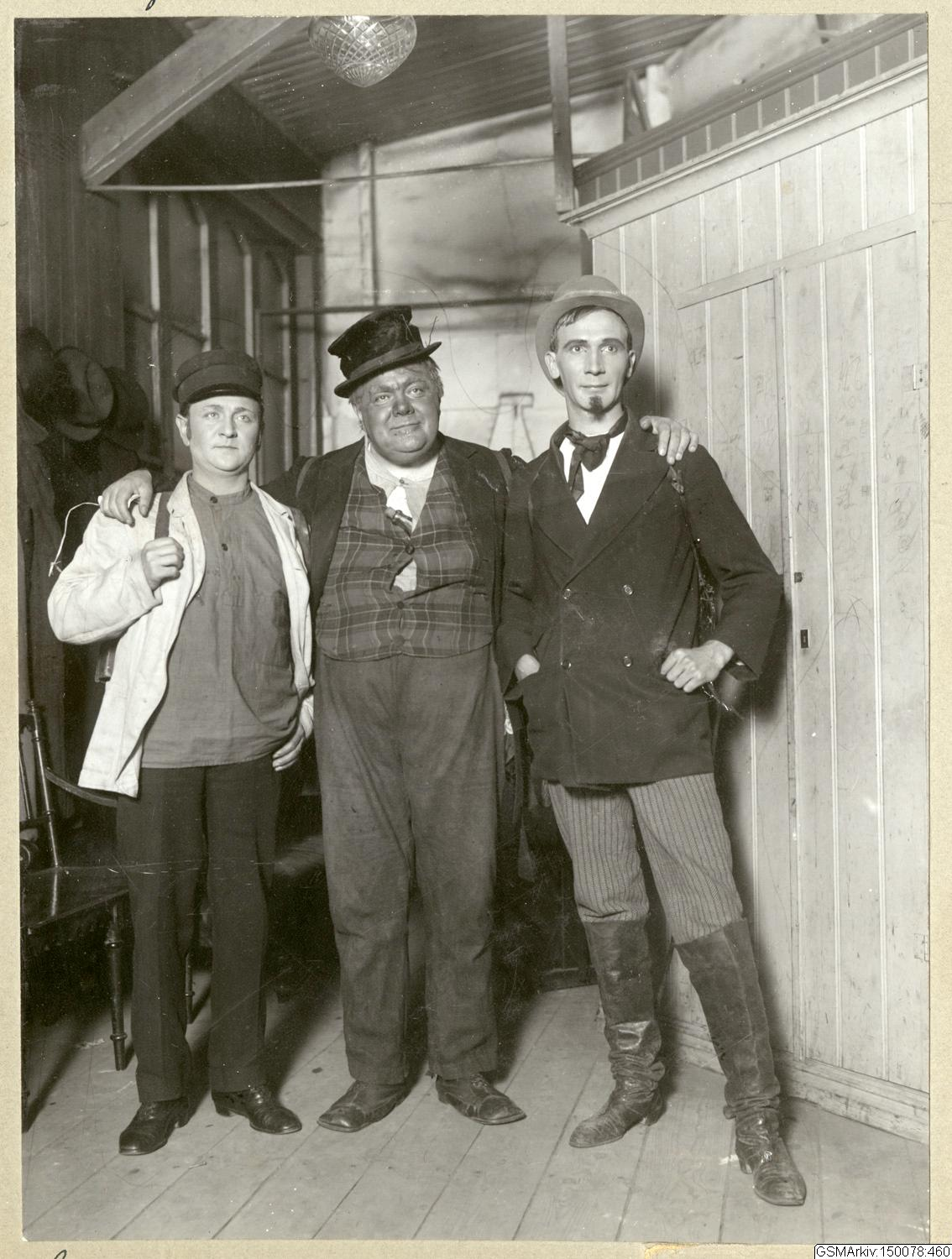
Fotografi från Folkans Minnesföreställning i oktober 1918 med Victor Thorén, Axel Engdahl och Ludde Gentzel i rollerna som Andersson, Pettersson och Lundström, en pjäs av Frans Hodell som Folkteatern satte upp vid flera tillfällen.

Engdahl var produktiv och skrev ibland två eller tre revyer om året, inte minst de viktiga nyårsrevyerna och dessutom skrev han visor, som han framförde och gav ut. År 1906 lämnade Albin Lavén Folkan för att istället flytta till Stockholm och Dramaten, och Engdahl fortsatte verksamhet själv. Dock anställde han i oktober 1907 Ernst Johansson – som just vid den här tiden hade börjat kalla sig Ernst Rolf när han framförde ballader och bonnkomik, bland annat på F.d. Svenssons Café på Hvitfeldtsplatsen. Men på Folkteatern fick Rolf istället jobb som inspicient. Huruvida han även stod på scen är oklart, och han tillhörde bara teatern i några månader, fram till april 1908.

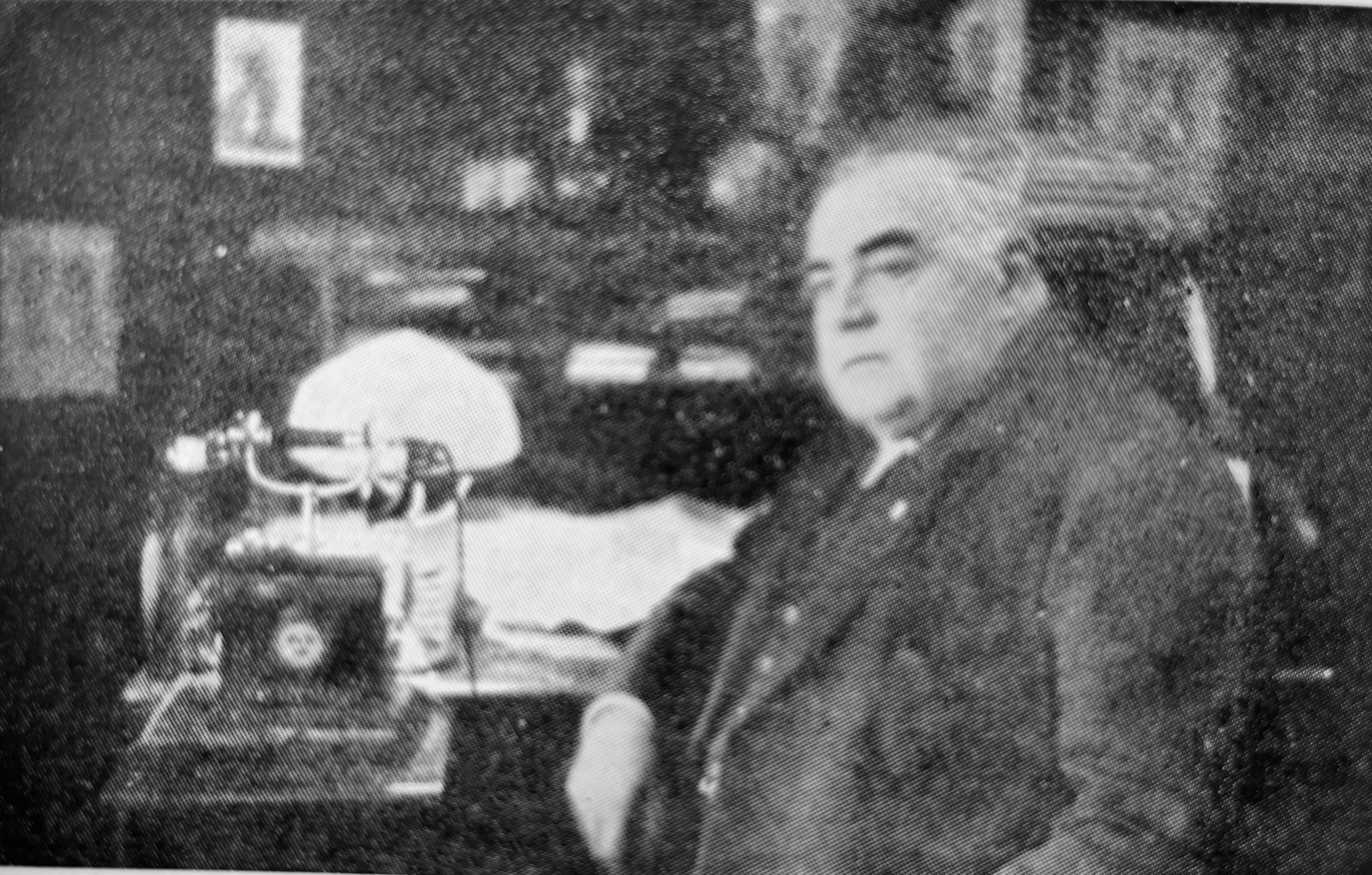
Det sista kända fotografiet av Axel Engdahl, taget 4 januari 1922 inne på Folkteaterns kontor.

Vanligtvis bjöds det på lustspel under höstsäsongen medan våren ofta gick åt till att turnéra med nyårsrevyn. På detta sätt spelades Folkteaterna nyårsrevy under många år i exempelvis Stockholm. Utöver dessa lustspel och revyer sattes det ibland även upp mer dramatiska framställningar. Utöver den stående ensemblen hyrde man då och då även in större stjärnor, som Julia Håkansson, Anna Norrie, August Lindberg, Arvid Ödmann, John Forsell, Åke Wallgren, Dagmar Hansen, Gerda Christophersen och Peter Fjelstrup. Men Engdahl brukade också ofta engagerade varietéartister, som den danske artisten och jonglören Carl Emil Baggesen som han hade med i en uppsättning av Värmlänningarna. Hösten 1910 satte Engdahl upp August Strindbergs Hemsöborna, med Ludde Gentzel i rollen som Carlsson och Zara Backman som madam Flod men kritikerna var ganska missnöjda och tyckte att även denna pjäs mest blev till ett folklustspel.
Axel Engdahl gick bort den 10 januari 1922. Den hösten byggdes teatern om varför föreställningarna flyttades till Lorensbergs festvåning. Sommaren därpå under Jubileumsutställningen 1923 satte Karl-Gerhard och John Botvid upp revyn Köp svenska varor, där Botvid stod för dialoger och sketcher medan Karl-Gerhard skrev kupletterna. Revyn gjorde stor succé och lade grunden för Karl-Gerhards stora popularitet i Göteborg. Föreställningen spelades till och med för kung Gustav V, den 27 juli 1923.
Olof Sandborg var teaterchef mellan 1923 och 1931, och därefter användes teatern för gästspel. Teatern brann ner 1942.